# Cengizhan Hınçal
Cengizhan Hınçal est un footballeur turc à la retraite né le 4 mars 1974 a Istanbul.

## Carrière
Hınçal est né dans la métropole turque d'Istanbul et a commencé sa carrière de club ici dans la jeunesse du club traditionnel Galatasaray Istanbul. Grâce à son travail pour ce club, il a été découvert très tôt pour les équipes nationales de jeunes turques et a été l'un des joueurs souvent nommés à partir de 1989. Dans les équipes nationales de la jeunesse et le département de la jeunesse de Galatasaray, il a formé une équipe performante avec ses futurs coéquipiers Okan Buruk et Mustafa Kocabey, qui devraient tous deux réaliser une carrière professionnelle.

## Palmarès
- 1 fois Champion de Turquie avec Galatasaray SK en 1994.

## Statistiques détaillées
Dernière mise à jour le 10 juillet 2010.
| Saison    | Club                | Total  | Total | Championnat | Championnat | Championnat | Coupe d'Europe | Coupe d'Europe | Coupe d'Europe | Coupes nationales | Coupes nationales |
| Saison    | Club                | Matchs | Buts  | Division    | Matchs      | Buts        | Type           | Matchs         | Buts           |                   |                   |
| Saison    | Club                | Matchs | Buts  | Division    | Matchs      | Buts        | Type           | Matchs         | Buts           | Matchs            | Buts              |
| --------- | ------------------- | ------ | ----- | ----------- | ----------- | ----------- | -------------- | -------------- | -------------- | ----------------- | ----------------- |
| 1993-1994 | Galatasaray SK      | 3      | 0     | Süperlig    | 2           | -           | C1             | ?              | ?              | 1                 | -                 |
| 1994-1995 | Kocaelispor         | 24     | 1     | Süperlig    | 23          | 1           | -              | -              | -              | 1                 | -                 |
| 1995-1996 | Kayseri Erciyesspor | 12     | 0     | Süperlig    | 12          | -           | -              | -              | -              | -                 | -                 |
| 1995-1996 | Aydınspor (prêt)    | 12     | 8     | Lig B       | 12          | 8           | -              | -              | -              | -                 | -                 |
| 1996-1997 | Kayseri Erciyesspor | 35     | 4     | Lig B       | 32          | 4           | -              | -              | -              | 3                 | -                 |
| 1997-1998 | Kayseri Erciyesspor | 31     | 5     | Süperlig    | 31          | 5           | -              | -              | -              | -                 | -                 |
| 1998-1999 | Ankaragücü          | 15     | 1     | Süperlig    | 13          | 1           | -              | -              | -              | 2                 | -                 |
| 1998-1999 | Rizespor (prêt)     | 18     | 4     | Lig B       | 18          | 4           | -              | -              | -              | -                 | -                 |
| 1999-2000 | Yozgatspor          | 35     | 0     | Lig B       | 33          | -           | -              | -              | -              | 2                 | -                 |
| 2000-2001 | Yozgatspor          | 30     | 6     | Süperlig    | 30          | 6           | -              | -              | -              | -                 | -                 |
| 2001-2002 | Yozgatspor          | 29     | 4     | Süperlig    | 28          | 4           | -              | -              | -              | 1                 | -                 |
| 2002-2003 | Diyarbakırspor      | 23     | 2     | Süperlig    | 21          | 2           | -              | -              | -              | 2                 | -                 |
| 2003-2004 | Diyarbakırspor      | 0      | 0     | Süperlig    | -           | -           | -              | -              | -              | -                 | -                 |
| 2003-2004 | Kayserispor         | 16     | 3     | Lig A       | 16          | 3           | -              | -              | -              | -                 | -                 |
| 2004-2005 | Kayserispor         | 0      | 0     | Süperlig    | -           | -           | -              | -              | -              | -                 | -                 |
| 1993-2005 | Total               | 283    | 38    | -           | 271         | 72          | -              | -              | -              | 12                | 0                 |